# Derallus angustus
Derallus angustus är en skalbaggsart som beskrevs av Sharp 1882. Derallus angustus ingår i släktet Derallus och familjen palpbaggar. Inga underarter finns listade i Catalogue of Life.